# Thực phẩm tự nhiên

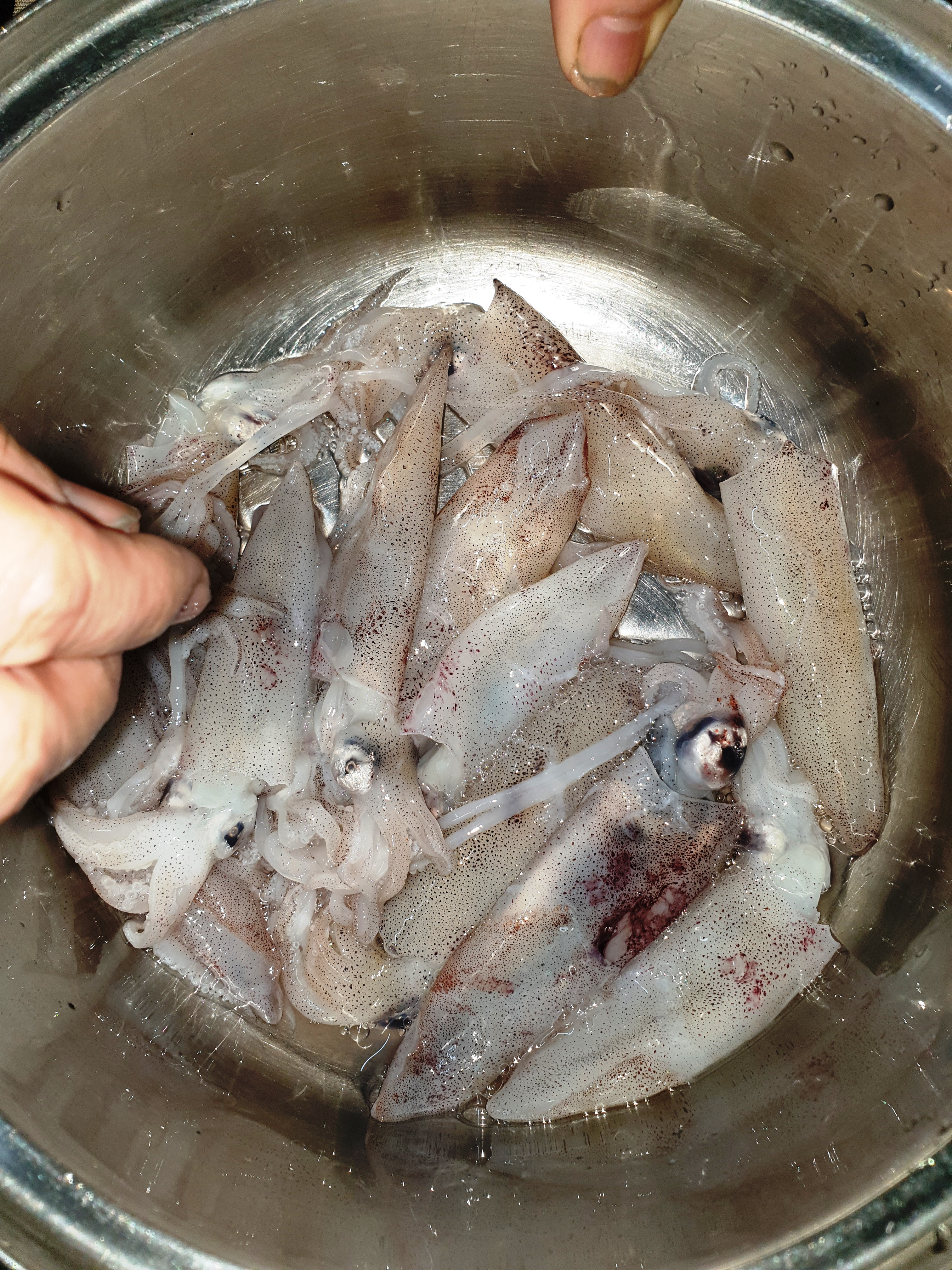
Một thau mực sim tươi rói đánh bắt từ biển lên, với nguyên liệu tươi ngon này chỉ cần hấp hoặc luộc

Thực phẩm tự nhiên (Natural food) hay còn gọi là thực phẩm hoàn toàn tự nhiên (All-natural food) là các thuật ngữ trong quá trình dán nhãn thực phẩm và hoạt động tiếp thị với nhiều định nghĩa, thường ám chỉ các loại thực phẩm không phải được sản xuất bằng cách chế biến theo kiểu công nghiệp. Ở một số quốc gia như Vương quốc Anh, thuật ngữ "tự nhiên" được định nghĩa và quản lý, ở những nước khác, chẳng hạn như Hoa Kỳ, thuật ngữ tự nhiên không được áp dụng cho nhãn thực phẩm, mặc dù Bộ Nông nghiệp Hoa Kỳ có quy định về việc ghi nhãn hữu cơ. Thuật ngữ này được cho là để mô tả các loại thực phẩm có thành phần bên trong thực phẩm chưa qua chế biến.
Trong khi hầu hết các loại thực phẩm đều có nguồn gốc từ các sản phẩm tự nhiên của thực vật và động vật thì thực phẩm tự nhiên thường được coi là thực phẩm không đã chế biến hoặc không chứa bất kỳ phụ gia thực phẩm nào hoặc không chứa các chất phụ gia cụ thể như hormone, chất kháng sinh, chất làm ngọt, chất tạo màu, chất bảo quản, phụ gia hoặc hương liệu ban đầu không có trong thực phẩm. Trên thực tế, có khá nhiều người (63%) khi được khảo sát đã thể hiện sự ưa thích đối với các sản phẩm được dán nhãn "tự nhiên" so với các sản phẩm không có nhãn hiệu, dựa trên niềm tin chung (86% người tiêu dùng được thăm dò) rằng thuật ngữ "tự nhiên" chỉ ra rằng thực phẩm không chứa bất kỳ thành phần nhân tạo nào. Thuật ngữ này bị sử dụng sai mục đích trên nhãn mác và trong các quảng cáo. Quy tắc Codex Alimentarius của Tổ chức Lương thực và Nông nghiệp (FAO) không công nhận thuật ngữ thực phẩm tự nhiên nhưng có tiêu chuẩn cho thực phẩm hữu cơ.